# FISA (filatelie)
FISA (francouzsky Fédération Internationale des Sociétes Aeropfilateliques) je v českém překladu Mezinárodní svaz aerofilatelistických spolků. Svaz byl založen ve Štrasburgu (Francie) v roce 1960.

## Úloha FISA
Posláním svazu při založení bylo ochránit zájmy ve spolupráci s ostatními mezinárodními filatelistickými organizacemi a zajistit rozvoj aerofilatelie. 